# Lasiopogon qinghaiensis
Lasiopogon qinghaiensis är en tvåvingeart som beskrevs av Cannings 2002. Lasiopogon qinghaiensis ingår i släktet Lasiopogon och familjen rovflugor.
Artens utbredningsområde är Tibet. Inga underarter finns listade i Catalogue of Life.